# Río Lama (Shosha)
El río Lama (del ruso: Ла́ма) es un río del óblast de Moscú, en Rusia, afluente por la derecha del río Shosha. En las orillas de uno de sus afluentes menores, el río Gorodenka, no lejos de su confluencia, se encuentra la ciudad de Volokolamsk.
Nace cerca de la aldea de Sebenki (raión de Volokolamsk) y desemboca cerca del pueblo de Paveltsevo, en el óblast de Tver, en el sudoeste del embalse de Ivánkovo. Sus afluentes principales son el Selesnia, el Kolpiana, el Bolshaya Sestra y el Málaya Sestra. En el pasado era navegable y formaba parte de la vía fluvial que unía el Volga con el Moscova.
Tiene una longitud de 137 km y una cuenca de 2.400 km². La anchura oscila entre los 2 y 6 m en el curso superior, con una profundidad de entre 0.2 y 0.5 m en el mismo trozo de río. En el curso inferior la profundidad alcanza los 6 m.
En su curso superior abundan los bosques de abetos y mixtos. En la aldea de Yaropolets se construyó en 1941 la primera central hidroeléctrica rural, durante la Segunda Guerra Mundial, y en 1980 fue convertida en monumento histórico nacional.